# Misto EC
Misto EC is een Braziliaanse voetbalclub uit Très Lagoas in de staat Mato Grosso do Sul.

## Geschiedenis
De club werd opgericht in 1992. In 2000 speelden ze voor het eerst in de hoogste klasse van het Campeonato Sul-Mato-Grossense. Na twee seizoenen in de middenmoot degradeerde de club in 2002. In 2008 keerde de club terug dankzij een uitbreiding van de competitie. De club bereikte zowaar de finale om de titel en verloor deze van Ivinhema. 
Hierdoor mocht de club in 2009 deelnemen aan de Copa do Brasil en versloeg daar in de eerste ronde Campinense en verloor dan van het grote Corinthians. In 2010 volgde een nieuwe degradatie. Het volgende jaar werden ze kampioen in de tweede klasse en keerden zo meteen terug. In 2012 bereikten ze de halve finales om de titel, die ze verloren van Naviraiense. Na enkele seizoenen in de middenmoot degradeerde de club weer in 2016.